# 隆子杜鹃
隆子杜鹃（学名：Rhododendron dekatanum），为杜鹃花科杜鹃花属下的一个植物种。